# Кооперативная улица (Москва)
Кооперати́вная у́лица — улица в центре Москвы в Хамовниках между Усачёвой улицей и улицей Ефремова.

## Происхождение названия
Улица получила своё название в 1928 году в связи с застройкой улицы кооперативными домами.

## История
С 1996 года здесь первоначально располагался Московский драматический театр под руководством Армена Джигарханяна (дом 4, строение 15).

## Описание
Кооперативная улица начинается слева от Усачёвой улицы и проходит на юго-восток, пересекая улицу Доватора и улицу Ефремова. Далее Кооперативная улица выходит на дублёр Комсомольского проспекта. Нумерация домов начинается со стороны Усачёвой улицы.

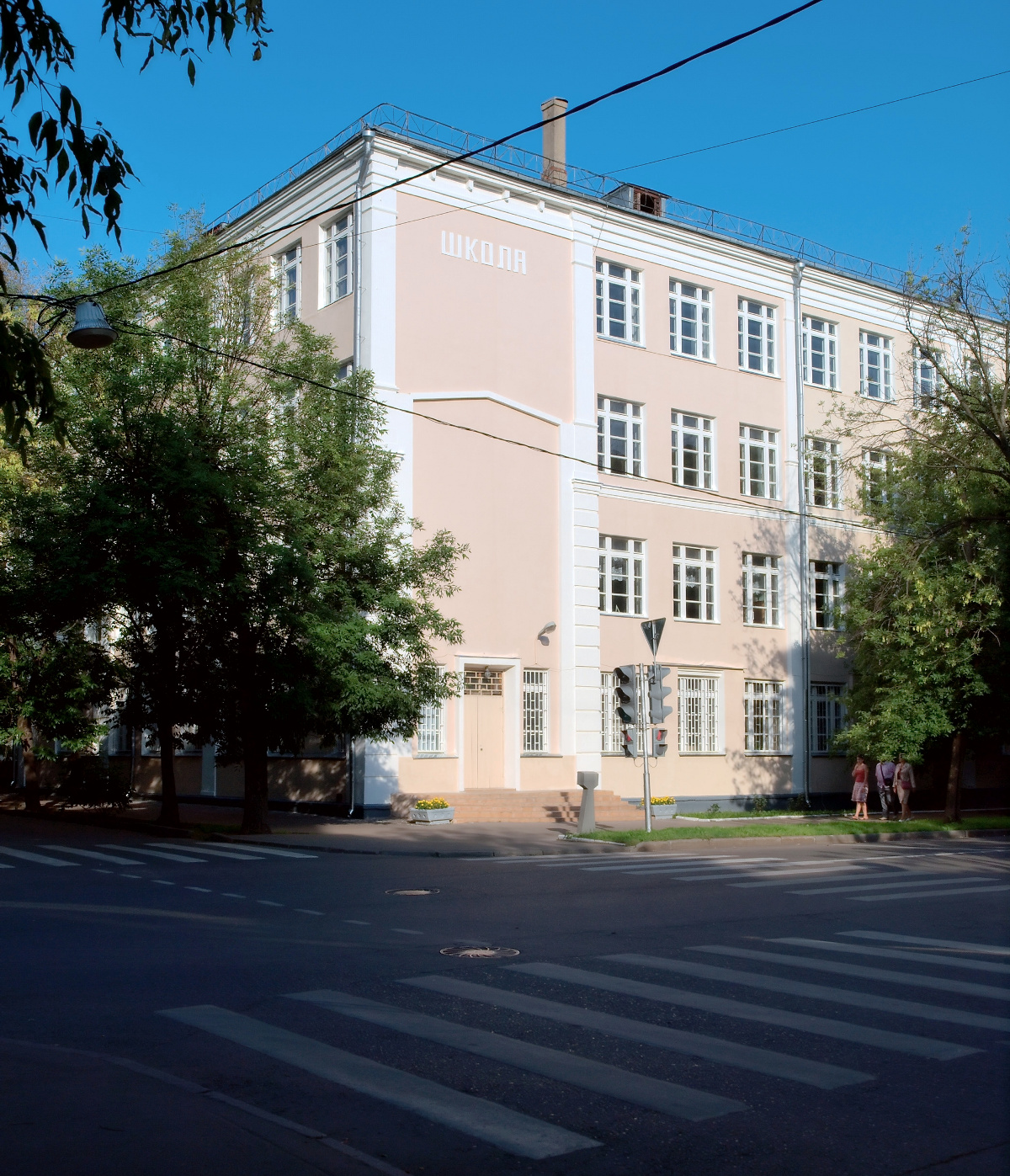
Дом на пересечении Кооперативной улицы и улицы Доватора

## Здания и сооружения
По нечётной стороне:
- Дом 3, корпус 6 — детский общественно-педагогический клуб «Аристотель»;

По чётной стороне:
- Дом 2, корпус 13 — детский сад № 676;
- Дом 4, корпус 9 — ЦК Профсоюза водолазов России;
- Дом 4, корпус 15 — Детская сцена Театра сатиры;
- Дом 16 — Хлебозавод № 6 (основан в 1931 году, снесен в 2011). На этом месте выстроен элитный жилой комплекс Knightsbridge Private park, объем инвестиций в который составил около 500 миллионов долларов.